# مینورو میکی
مینورو میکی (انگلیسی: Minoru Miki؛ ژاپنی: 三木 稔؛ ۱۶ مارس ۱۹۳۰ – ۸ دسامبر ۲۰۱۱) آهنگساز اهل ژاپن بود.
از فیلم‌ها یا مجموعه‌های تلویزیونی که وی در آن‌ها نقش داشته است، می‌توان به در قلمرو احساسات اشاره نمود.